# Heyerode
Heyerode este o comună din landul Turingia, Germania.